# Józef Kaźmierczyk
Józef Kaźmierczyk (ur. 14 marca 1926 w Konaszówce, zm. 21 września 1993 we Wrocławiu) – polski archeolog, wykładowca Uniwersytetu Wrocławskiego.

## Życiorys
Urodzony 14 marca 1926 roku w Konaszówce. Podczas niemieckiej okupacji ukończył gimnazjum w ramach tajnego nauczania i w 1946 roku uzyskał maturę w liceum w Miechowie. Studiował na Wydziale Filozoficzno-Historycznym Uniwersytetu Wrocławskiego, który ukończył w 1951 roku ze stopniem magistra filozofii z zakresu historii.
Jeszcze podczas studiów zainteresował się archeologią i w 1949 podjął pracę asystenta przy wykopaliskach na Ślęży, w Niemczy i Opolu u prof. Włodzimierza Hołubowicza. W 1953 roku został pracownikiem nowo powstałego Instytutu Historii Kultury Materialnej PAN we Wrocławiu i pracował w nim do 1971 roku, gdy przeniósł się na Uniwersytet Wrocławski. Doktoryzował się w 1963 roku, a w 1971 roku uzyskał habilitację. Prowadził badania nad osadnictwem wczesnego średniowiecza na Śląsku, rozwojem Wrocławia w średniowieczu i górnictwem złota na Śląsku.
W latach 1973–1985 był członkiem redakcji „Przeglądu Archeologicznego”.
Zmarł 21 września 1993 r. we Wrocławiu i został pochowany na cmentarzu pw. Świętej Rodziny we Wrocławiu.

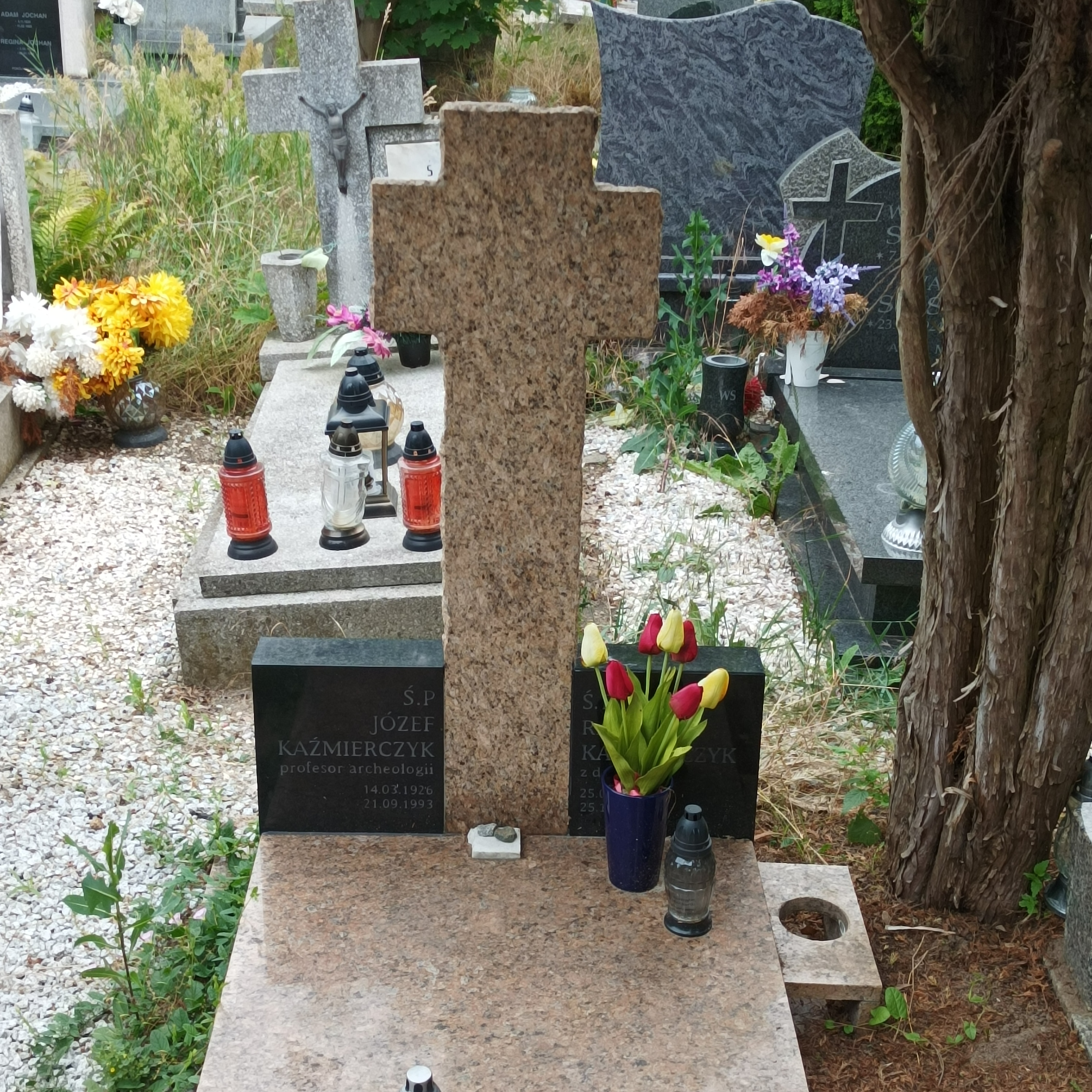
Grób prof. Józefa Kaźmierczyka na Cmentarzu Świętej Rodziny we Wrocławiu